# Pluto marinaio
Pluto marinaio (Dog Watch) è un film del 1945 diretto da Charles A. Nichols. È un cortometraggio animato della serie Pluto, prodotto dalla Walt Disney Productions e uscito negli Stati Uniti il 16 marzo 1945, distribuito dalla RKO Radio Pictures.

## Trama
Una nave da guerra arriva al porto: il capitano ordina a Pluto di rimanere a bordo per fare la guardia al ponte. Ben presto il cane si imbatte in un topo in cerca di cibo; inseguendolo finisce per giungere in cucina, dove c'è una tavola imbandita. Lì il roditore inizia a prepararsi un sandwich a più strati, distraendo Pluto con del cibo. Quando però sente arrivare il capitano, il topo prende il sandwich e se ne va, lasciando Pluto solo nella cucina depredata. Appena arrivato, l'ufficiale rimprovera Pluto per non aver eseguito l'ordine che gli aveva dato e lo rinchiude in prigione. Dalla finestra della cella Pluto vede il topo che se ne va su una corda, con il sandwich in mano. A questo punto il cane approfitta per far ondeggiare la corda, facendo precipitare in acqua il topo.

## Distribuzione

### Edizioni home video

#### VHS
- Paperino marmittone (aprile 1986)[1]

#### DVD
Il cortometraggio è incluso nel DVD Walt Disney Treasures: Pluto, la collezione completa - Vol. 1.